# Подпорошки рејон
Подпорошки рејон (рус. Подпорожский район) административно-територијална је јединица другог нивоа и општински рејон у североисточном делу Лењинградске области, на северозападу европског дела Руске Федерације.
Административни центар рејона је град Подпорожје. Према проценама националне статистичке службе Русије за 2014, на територији рејона су живела 30.784 становника или у просеку око 3,93 ст/км².

## Географија
Подпорошки рејон смештен је на крајњем североистоку Лењинградске области, и обухвата територију површине 7.830 км², што чини 10,46% рејонске територије, и по том параметру територијално је највећи међу 17 рејона у области. Граничи се са Вологодском облашћу на истоку и североистоку, на северу су рејони Републике Карелије, на југозападу и западу је Лодејнопољски, а на југу Тихвински рејон. Административни центар рејона град Подпорожје налази се на око 275 километара источно од Санкт Петербурга.
На крајњем североистоку рејон излази на обале језера Оњега, и то у делу где из језера излази његова највећа отока река Свир. Река Свир тече северним делом рејона у смеру запада, а важнији водотоци су још и његове притоке Ојат са леве и Важинка са десне стране. Мањи део рејонске територије на крајњем југоистокку налази се у басену реке Паше (такође притоке Свира), те реке Суде која директно отиче ка Рибинском језеру и реци Волги.
На реци Свир код Подпорожја је 1952. саграђена Горњосвирска хидроелектрана капацитета 160 хиљада kWh електричне енергије. Њеном градњом формирано је велико вештачко Горњосвирско језеро које представља јединствен хидросистем реке Свир и језера Оњега. Јужни делови рејона налазе се на подручју Вепског побрђа.

## Историја
Подпорошки рејон успостављен је 1. августа 1927. као административна јединица новоуспостављене Лењинградске области. Рејонска територија првобитно је имала површину од 2.538 км². Административни центар реојна је у периоду од 1932. до 1938. због градње Горњосвирске ХЕ био измештен из Подпорожја у насеље Важини. Рејонска територија је 1954. увећана за додатних 1.935 км² након прикључења подручја некадашњег Вознесењског рејона и насеља Вознесења.
Рејон је био привремено упразњен 1963. године, а поново је успостављен 2 године касније.

## Демографија и административна подела
Према подацима пописа становништва из 2010. на територији рејона је живело укупно 31.753 становника, док су према процени из 2014. ту живела 30.784 становника, или у просеку 3,93 ст/км². По броју становника Подпорошки рејон се налази на последњем месту у области, са нешто мање од 1,73% укупне популације области.
| 1959.  | 1970.  | 1979.  | 1989.  | 2002.  | 2010.  | 2014.   |
| ------ | ------ | ------ | ------ | ------ | ------ | ------- |
| 45.976 | 44.646 | 42.575 | 41.432 | 14.845 | 31.753 | 30.784* |

Напомена: * Према процени националне статистичке службе. У пописима из 2002. у број становника рејона нису урачунати становници града Подпорожја који је имао засебан статус.
На подручју рејона постоје укупно 72 насељена места, а рејонска територија је подељена на 5 другостепених општина (4 урбане и 1 руралну). Административни центар рејона је град Подпорожје, док се у урбана насеља убрајају још и варошице Важини, Вознесење и Никољски. У урбаним центрима живи 85,18% рејонске популације, а сеоске средине су изузетно ретко насељене, у просеку свега 0,7 ст/км².
Најбројнија мањинска заједница на подручју рејона су угро-фински Вепси који насељавају углавном јужне делове рејона. На подручју овог рејона живи око 61% укупне вепске популације Лењинградске области.